# Gold Miners de Sacramento
Les Gold Miners de Sacramento sont une ancienne formation de la Ligue canadienne de football basée à Sacramento aux États-Unis et qui a joué en 1994 et 1995. Durant leurs deux saisons d'opération, les Gold Miners ont conservé une fiche globale de 15 victoires, 20 défaites et un match nul, terminant chaque année au cinquième rang de la division Ouest.

## Saison 1993
Après la saison 1992, la World League of American Football suspend ses activités. Fred Anderson, propriétaire du Surge de Sacramento, une des franchises de la WLAF, obtient alors une franchise de la Ligue canadienne de football. Il s'agit de la première franchise accordée par la LCF dans le cadre de son projet d'expansion aux États-Unis. Le nouveau club prend le nom de Gold Miners mais conserve les mêmes couleurs, les mêmes administrateurs, le même stade et plusieurs des mêmes joueurs. 
Les Gold Miners terminent leur première saison avec une fiche de six victoires et 12 défaites, terminant au cinquième et dernier rang de la division Ouest. 

## Saison 1994
Lors de leur seconde saison, les Gold Miners ne sont plus la seule équipe américaine de la LCF, avec l'arrivée du Posse de Las Vegas, des Pirates de Shreveport et des CFLers de Baltimore. Ils terminent encore une fois cinquièmes (cette fois sur six équipes) de la division Ouest, mais avec une fiche améliorée de neuf victoires, huit défaites et un match nul.
Le club connait cependant plusieurs problèmes. Leur stade, le Hornet Stadium, est inadéquat pour un club professionnel, et les propriétaires ne parviennent pas à convaincre les autorités publiques de l'améliorer ou d'en construire un nouveau. Le club devait s'occuper de son marketing sans beaucoup d'aide de la part de la LCF, et l'absence de rivalité naturelle avec un autre club n'aidait pas (le Posse de Las Vegas n'a duré que la saison 1994). Pour ces raisons, le propriétaire Fred Anderson décide au début de 1995 de déménager le club à San Antonio au Texas, où il prend le nom des Texans.

## Joueurs notables
- Le quart-arrière David Archer (en) avait joué six saisons dans la NFL de 1984 à 1898 et a connu une saison exceptionnelle en 1993 avec 6023 verges de gains par la passe.
- Le receveur éloigné Rod Harris (en) a été choisi sur l'équipe d'étoiles de la division Ouest et sur celle de la ligue en 1993 et en 1994.
- Le demi offensif Mike Oliphant (en) a été choisi sur l'équipe d'étoiles de la division Ouest en 1993.
- Le demi offensif Mike Pringle a joué la saison 1993 avec les Gold Miners. Il a par la suite connu du succès avec les Stallions de Baltimore et les Alouettes de Montréal et a été élu au Temple de la renommée du football canadien.